# Jack Vance
John Holbrook Vance (født 28. august 1916, død 26. maj 2013) var en amerikansk fantasy- og science fiction-forfatter. De fleste af hans arbejder har været udgivet under navnet Jack Vance. Vance har offentliggjort elleve mysterier som John Holbrook Vance og tre som Ellery Queen. Andre pennavne omfatter Alan Wade, Peter Held, John van See, og Jay Kavanse.